# Động vật miệng tròn
Cycliophora là một ngành động vật đa bào (Eukaryota) được đề xuất vào năm 1995 bởi các nhà sinh vật học người Đan Mạch Reinhardt Kristensen và Peter Funch. Hiện tại chỉ có một chi với 2 loài được mô tả, Symbion pandora và Symbion americanus (Obst và cộng sự, 2006) chúng sống trên miệng của tôm hùm và có kích thước chỉ khoảng 300 micromét.
Vòng đời của Cycliophora vẫn chưa được biết đầy đủ.

## Mô tả
Symbian pandora là động vật đối xứng hai bên, cơ thể giống cái túi và không có khoang cơ thể. Có ba giai đoạn trong vòng đời của chúng:
- Giai đoạn kiếm ăn vô tính - Ở giai đoạn này, S. pandora hoàn toàn không phân biệt giới tính. Nó có chiều dài 347 μm và chiều rộng 113 μm. Ở phần sau của cơ thể dạng túi này là cái cuống với một cái đế bám, để bám vào vật chủ.

## Tiến hóa và phát sinh chủng loại
Về mối quan hệ phát sinh của ngành Cycliophora với các nhóm động vật khác. Dựa vào việc so sánh trình tự các nuclêôtit của RNA ty thể 18S đề xuất quan hệ họ hàng của Cycliophora với Trùng bánh xe và Giun đầu gai. Tuy nhiên, ngành này lại có chung đặc điểm với các động vật hiển vi sống định cư, thức ăn là các sinh vật nhỏ và các vụn hữu cơ trôi nổi môi trường nước trong nhóm Lophophorata (động vật có tua miệng hình lược) gồm Giun móng ngựa (Phoronida), Tay cuộn  (Brachiopoda) và Động vật hình rêu (Bryozoa). Như ống tiêu hóa hình chữ U, đều có hậu môn nằm gần lỗ miệng ở phía trước cơ thể. Tuy nhiên sự giống nhau này chỉ là đặc điểm thích nghi đồng quy, trong khi còn nhiều đặc điểm cơ bản khác lại khác xa nhau. 
Các nhóm động vật trong Lophophorata điều có cơ thể có thể xoang (coelom, coelomate) chính thức thể hiện sơ đồ 3 đốt, điều có cơ quan bài tiết là hậu đơn thận, có trứng phân cắt phóng xạ khác với Cycliophora là động vật không có thể xoang (acoelomate), có cơ quan bài tiết là nguyên đơn thận và có trứng phân cắt xoắn ốc.
Cycliophora có quan hệ phát sinh gần nhất với ngành động vật nội hậu môn Entoprocta hay còn gọi là Kamptozoa (động vật linh hoạt). Ở cả hai nhóm đều không có thể xoang chính thức, đều có cơ quan bài tiết là nguyên đơn thận (mặc dù ở Cycliophora chỉ thấy nguyên đơn thận ở ấu trùng chordoid) và có ấu trùng bơi tự do với hình thái chung gần nhau. Tuy khác với Entoprocta ở phần bao quanh lỗ miệng, ở Cycliophora là biểu mô có lông rung chứ không phải có tua miệng.